# Тайванський яловичий суп з локшиною
Тайванський яловичий суп з локшиною (кит.臺灣牛肉麵) — це яловичий суп з локшиною, який є популярним на Тайваню, хоча рецепт завезено було з материкового Китаю.

## Приготування

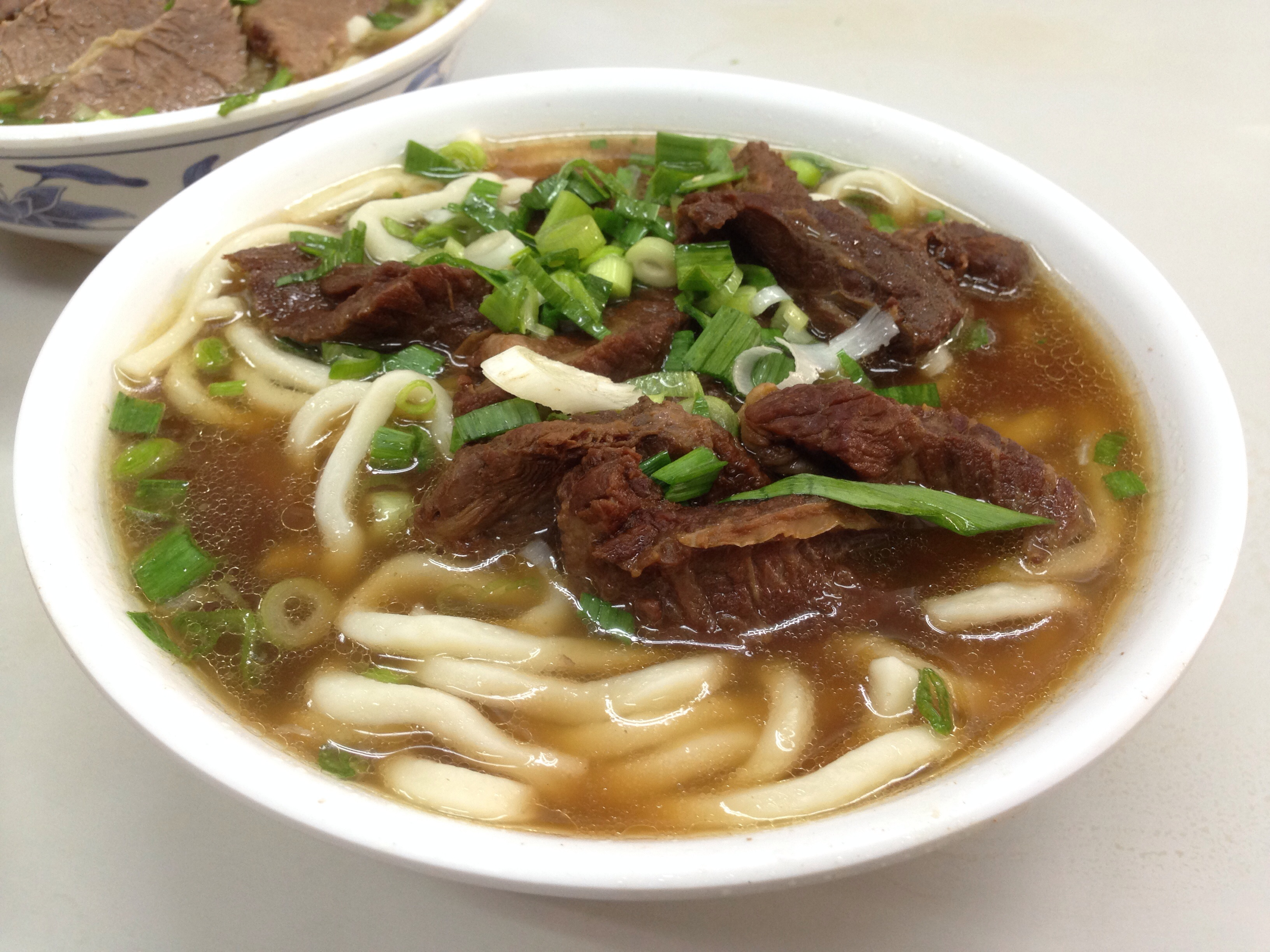

Тайванська яловича локшина поєднує в собі квасолеву пасту з Сичуані, бульйон з кантонської кухні, квашену капусту зі східного Гуандуну та південного Фуцзяня, цибулю-шалот із тайванської кухні та багато інших елементів. Сьогодні тайванська яловича локшина — це суміш багатьох кухонь і смаків.
Яловичину тушкують з бульйоном або варять на повільному вогні декілька годин. Часто кухарі варять м'ясо разом з кістками (ребра, гомілки та бичачий хвіст); деякі можуть готувати яловичий бульйон більше 24 годин. При приготуванні бульйону додають корицю, бадьян , імбир, сіль, бобову пасту, соєвий соус тощо.
Локшина та листові овочі відварюються в іншій каструлі.
Подають страву в тарілці, посипають китайською маринованою капустою або гірчицею, паростками часнику, зеленою цибулею.
На Тайвані продавці локшини з яловичиною можуть продавати до неї холодні гарніри: тушкований сушений тофу, морську капусту або свинячі ковбаси.

## Історія
Страву було створено на Тайвані ветеранами Гоміньдану з провінції Сичуань, які на початку 1900-х років втекли з материкового Китаю; вони до «червоного яловичого супу» додали місцеву тайванську гостру бобову пасту, додали свіжу локшину та подавали суп в поселеннях військових мігрантів. В той час тайванці до середини 1970-х років не їли яловичину, оскільки велика рогата худоба була цінною робочою твариною. Однак з часом ця страва стала більш прийнятною і зараз є однією з найвідоміших страв у тайванській кухні.
Вважається, що популярність цього супу з локшиною порушила табу на вживання яловичини, а також проклала шлях до прийняття на Тайвані американських продуктів, у яких використовується яловичина (наприклад, гамбургерів). Тайванський яловичий суп з локшиною значно менш гострий, ніж сичуаньський, і існує кілька варіацій із соєвим, томатним, часниковим і трав'яним бульйонами.
Тайванський яловичий суп з локшиною іноді подають як фаст-фуд як на Тайвані, так і в Китаї. Тайванський яловичий суп з локшиною вважається національною стравою на Тайвані, і щороку Тайбей проводить щорічний фестиваль яловичого супу з локшиною, де різні кухарі та ресторани змагаються за звання «найкращої локшини з яловичиною на Тайвані».